# Estação Ferroviária de Caxias

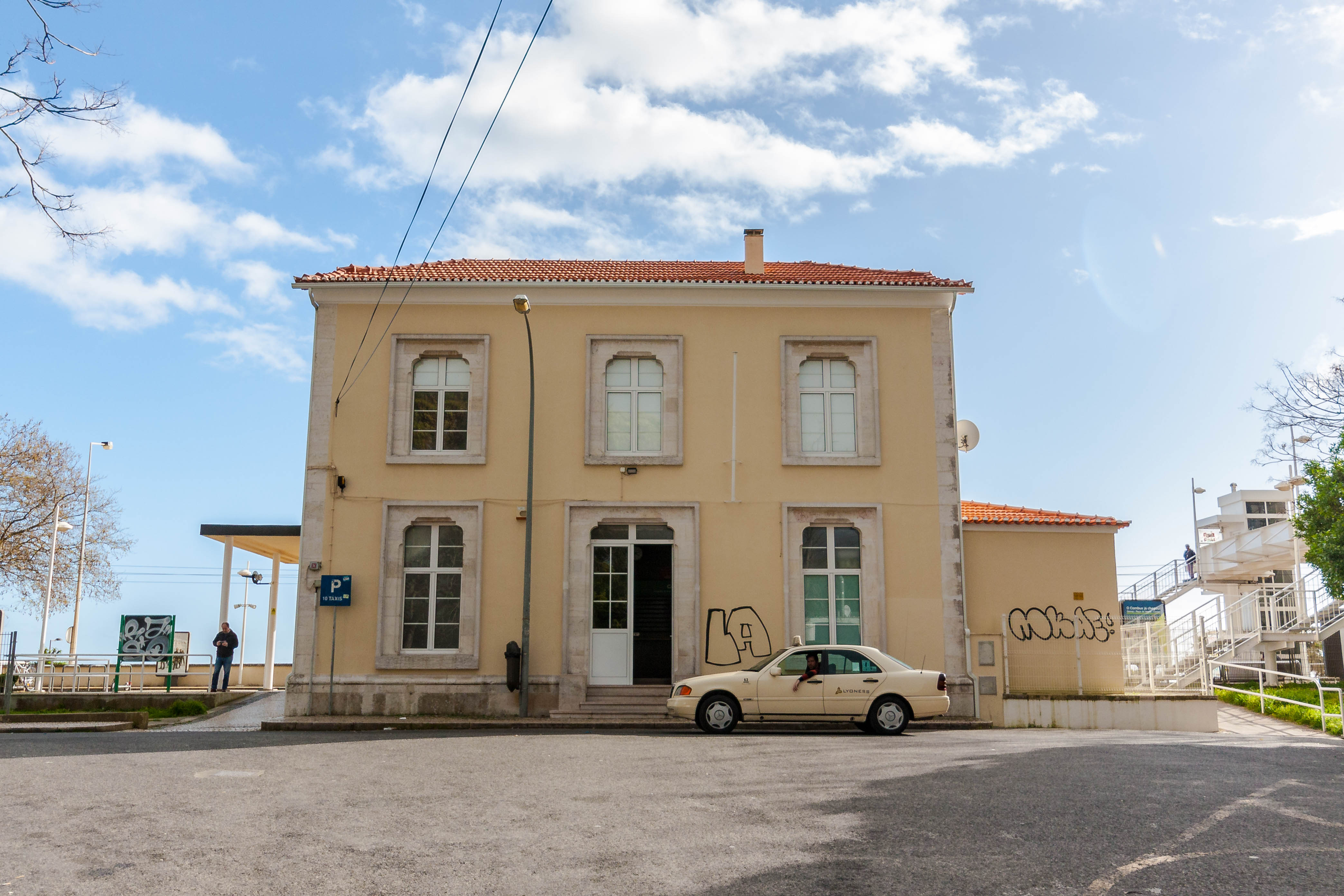
Exterior da estação, em 2020.

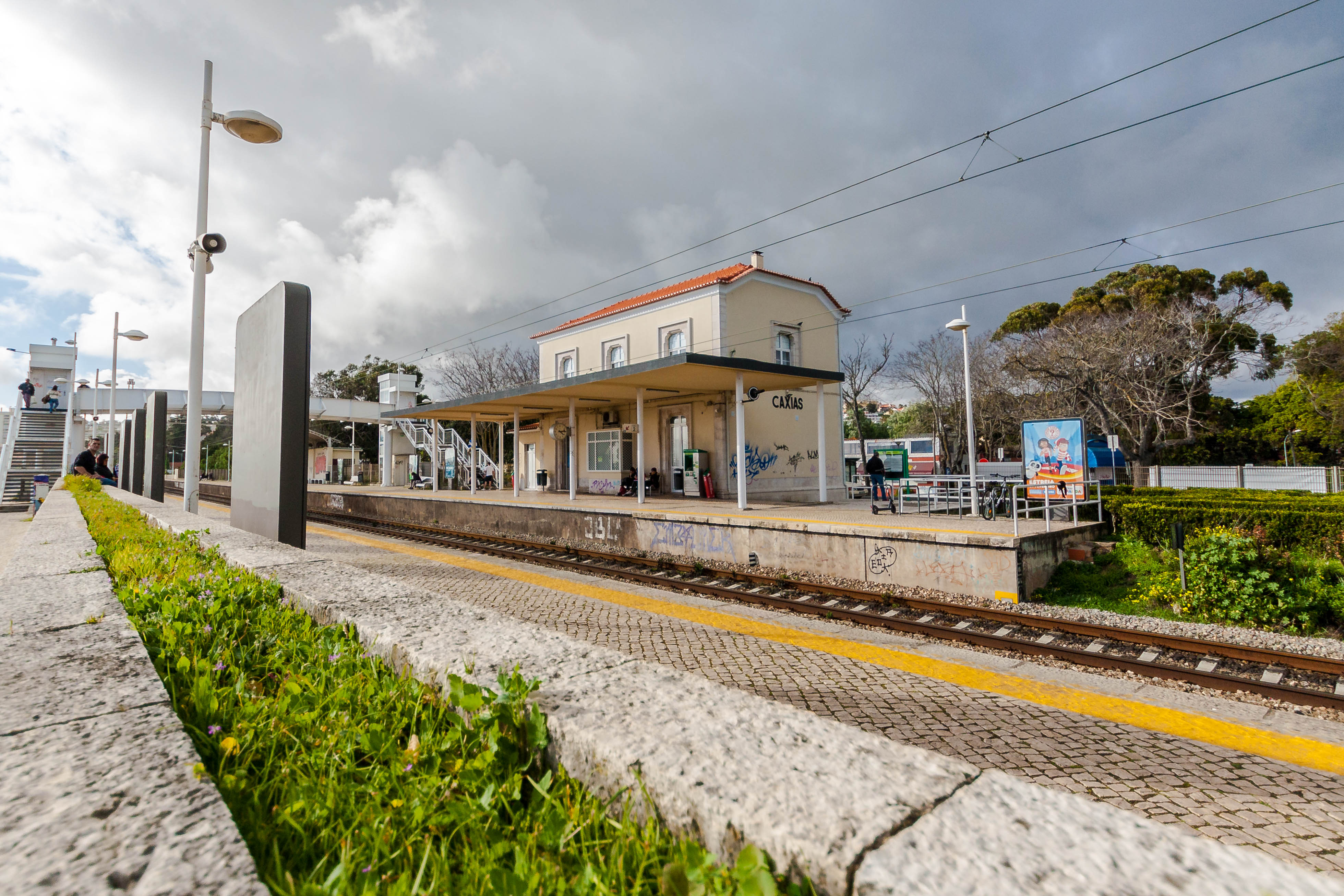
Vista da plataforma, em 2020.

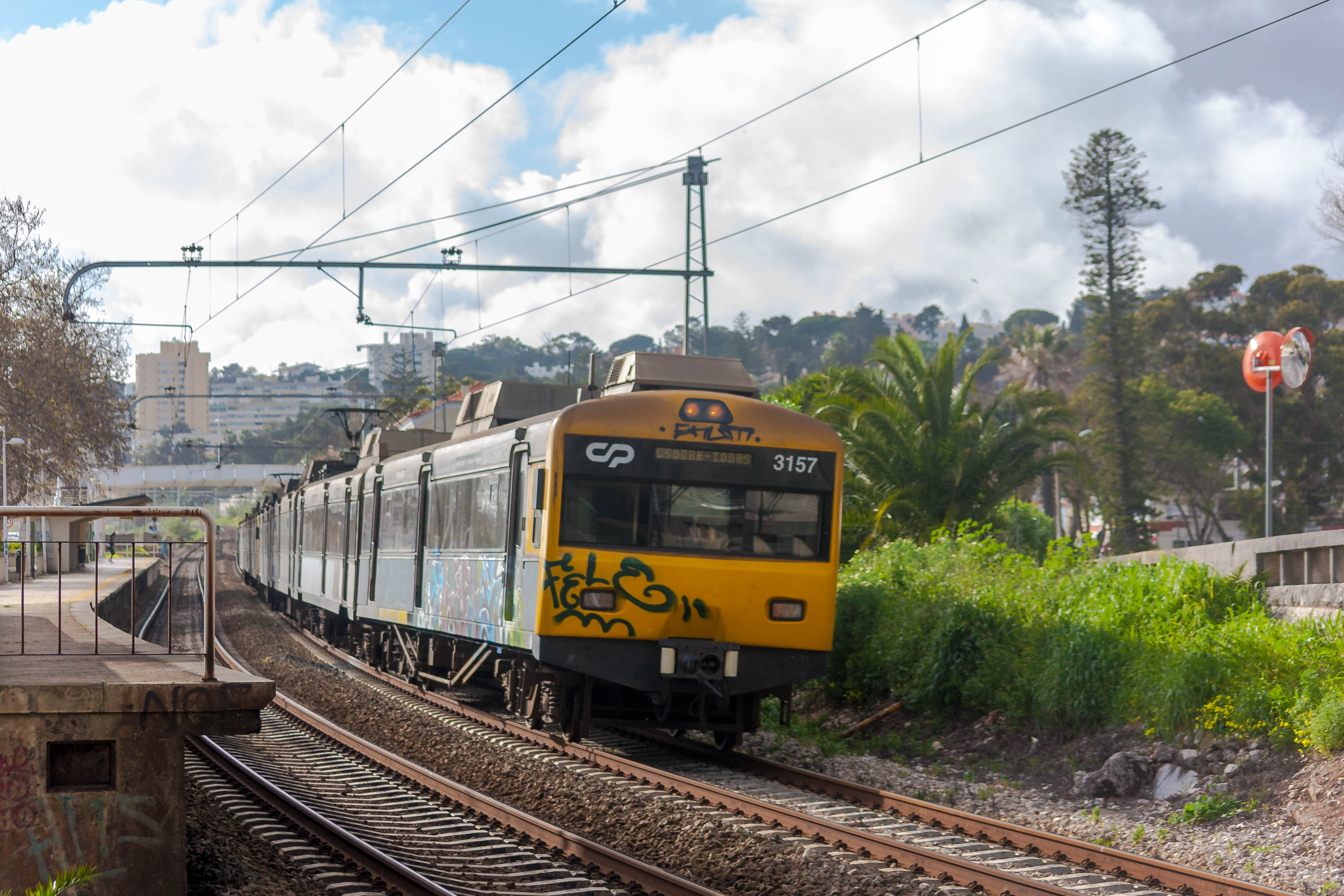
Comboio em Caxias, 2020.

A Estação Ferroviária de Caxias é uma gare da Linha de Cascais, que serve a localidade de Caxias, no município de Oeiras, em Portugal.

## Descrição

### Localização e acessos
Situa-se na localidade de Caxias, servindo esta vila e a praia homónima.

### Infraestrutura
Esta interface apresenta duas vias de circulação, identificadas como LA e LD, com comprimentos de 254 e 265 m e acessíveis por plataformas ambas com 140 m de comprimento e com 110 cm de altura. O edifício de passageiros situa-se do lado norte da via (lado direito do sentido ascendente, a Cascais).

### Serviços
Em dados de 2023, esta interface é servida por comboios de passageiros da C.P. de tipo urbano no serviço “Linha de Cascais” tipicamente com 69 circulações diárias em cada sentido entre Cais do Sodré e Cascais ou Oeiras; passam sem paragem nesta interface 33 circulações do mesmo tipo, entre Cais do Sodré e Cascais.

## História

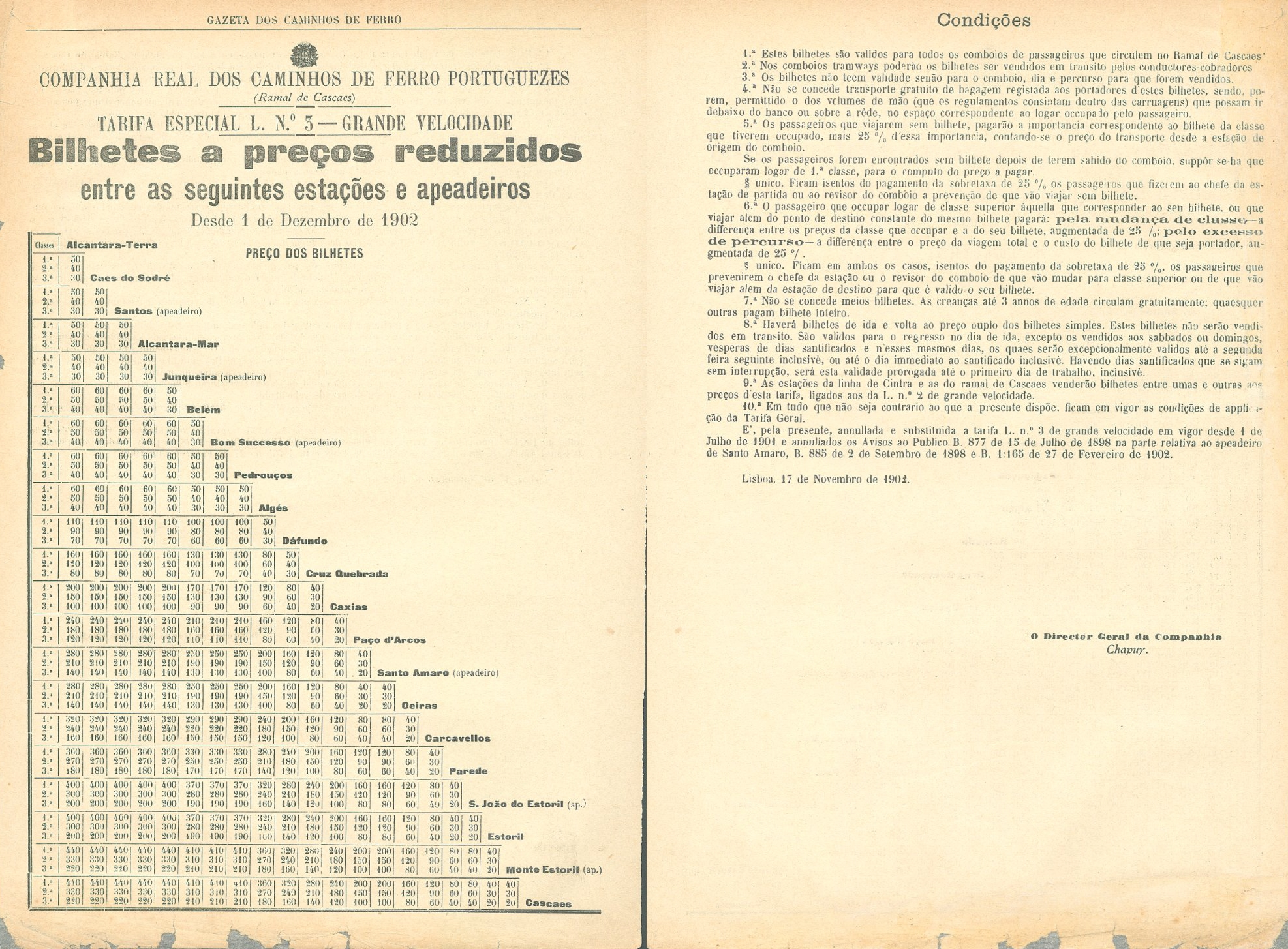
Horários da Linha de Cascais em 1902, incluindo a estação de Caxias.

### Planeamento e inauguração
Em 1870, o engenheiro M. A. Thomé de Gamond propôs a construção de um caminho de ferro entre Lisboa e Colares via Cascais e Sintra, e que passaria por Caxias. Um alvará de 9 de Abril de 1887 autorizou a Companhia Real dos Caminhos de Ferro Portugueses a construir uma linha marginal entre Lisboa e Cascais, tendo as obras começado com o lanço entre Cascais e Alcântara. Este projecto foi defendido pelo engenheiro Pedro Inácio Lopes numa exposição em Junho de 1888, na Associação dos Engenheiros Civis de Portugal, onde deu relevo ao cáracter suburbano da futura linha, tendo proposto a criação de comboios entre o Terreiro do Paço e Caxias.
O tramo entre Cascais e Pedrouços foi inaugurado pela Companhia Real dos Caminhos de Ferro Portugueses em 30 de Setembro de 1889, desde logo com via dupla.

### Século XX

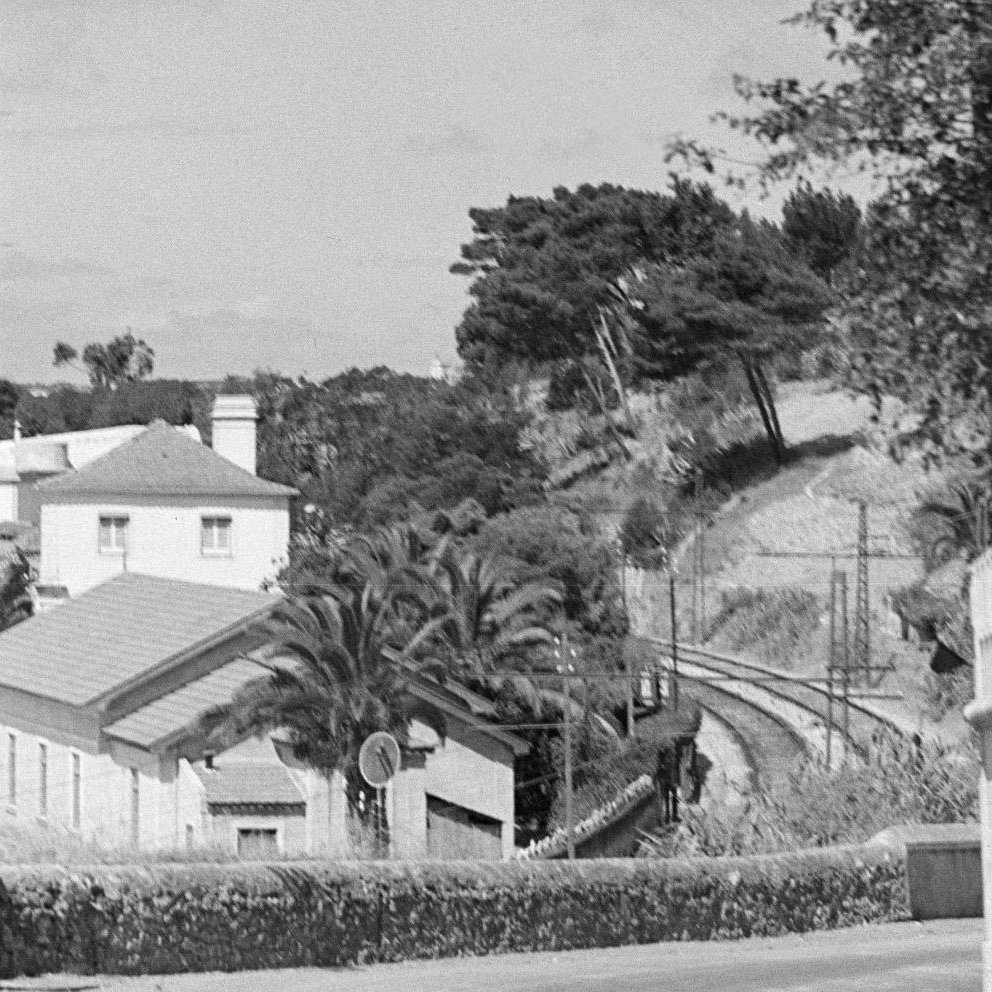
A estação, vista de nascente, em 1935.

Em 7 de Agosto de 1908, a Companhia Real assinou um contrato com a Sociedade Estoril, para a exploração da Linha de Cascais.
Em 15 de Agosto de 1926, foi inaugurada a tracção eléctrica na Linha de Cascais.
A Sociedade Estoril realizou obras de reparação nesta interface, em 1933 e 1934.
No XI Concurso das Estações Floridas, organizado em 1952 pela C.P. e pela Repartição de Turismo do Secretariado Nacional de Informação, a estação de Caxias foi premiada com uma menção honrosa simples. sendo o chefe de estação Luís Lourenço de Carvalho.
Em Janeiro de 1977, expirou o contracto com a Sociedade Estoril, pelo que a Linha de Cascais voltou a ser explorada pela empresa Caminhos de Ferro Portugueses.

Em Janeiro de 2011, contava com duas vias de circulação, com 254 e 265 m de comprimento; as plataformas tinham todas 140 m de extensão, e 110 cm de altura — valores mais tarde alterados para os atuais.

## Ver também

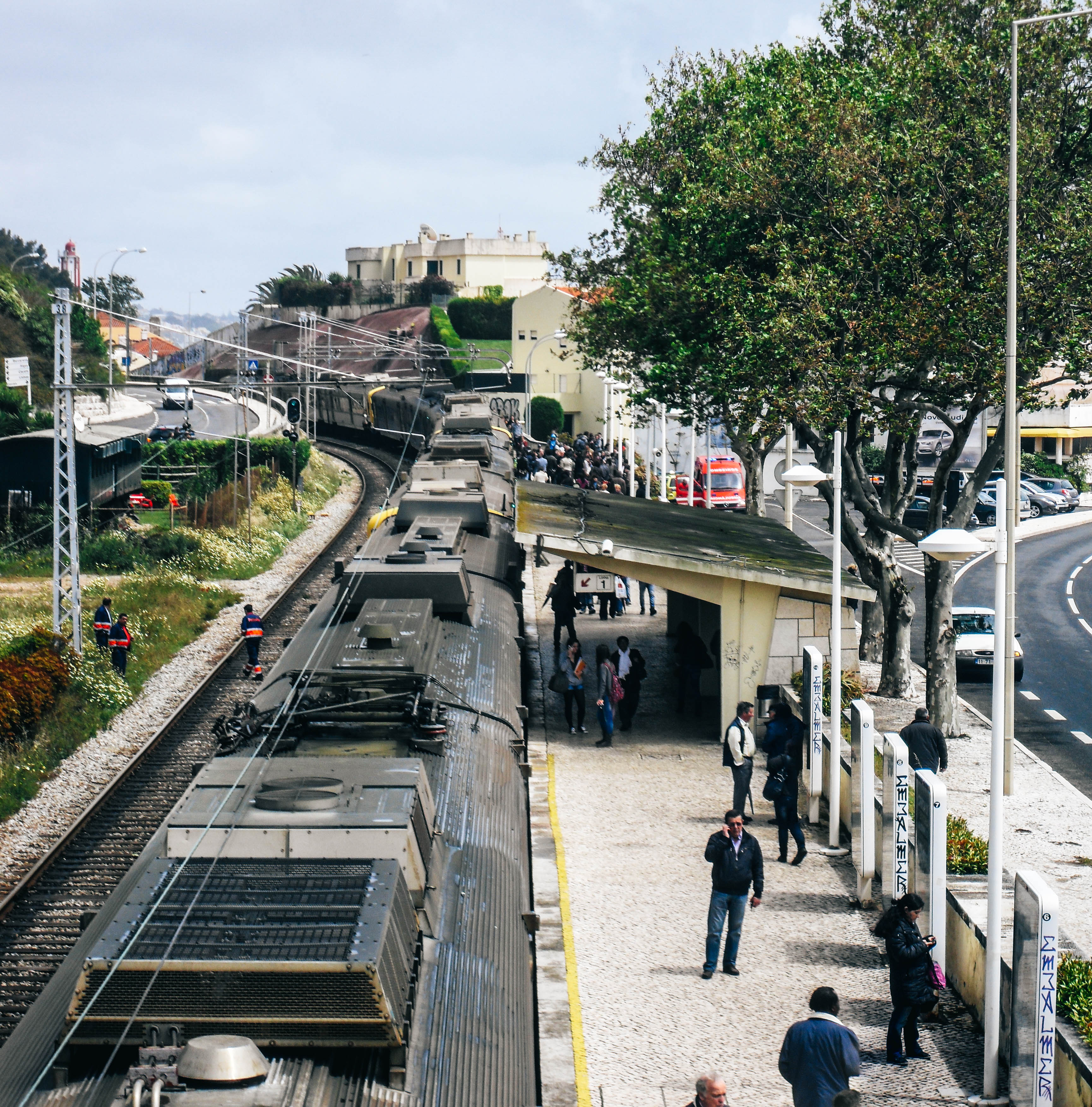
Vista para nascente aquando do acidente de maio de 2012.